# Agrotis nyei
Agrotis nyei är en fjärilsart som beskrevs av Köhler 1967. Agrotis nyei ingår i släktet Agrotis och familjen nattflyn. Inga underarter finns listade i Catalogue of Life.